# 斯坦尼斯瓦夫·奥斯特洛夫斯基

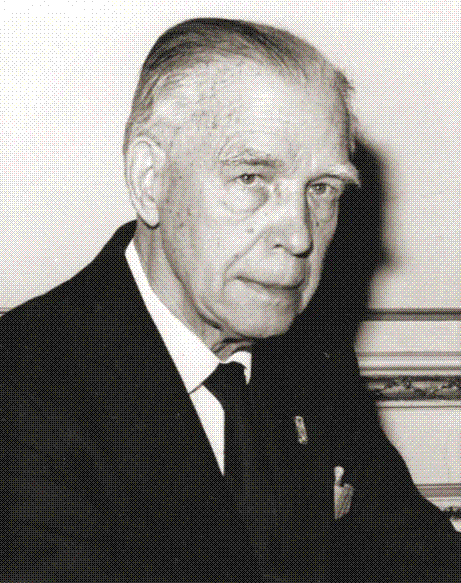
波兰流亡政府总统斯坦尼斯瓦夫·奥斯特洛夫斯基

斯坦尼斯瓦夫·奥斯特洛夫斯基（波蘭語：Stanisław Ostrowski，1892年10月29日—1982年11月22日），是波兰社会党政治家，同时也是利沃夫最后一位波兰人市长。1939年9月苏联入侵波兰后，奥斯特洛夫斯基被苏军逮捕并关押在莫斯科，直到1942年获释。他作为社会党成员加入了波兰流亡政府，并且继奥古斯特·扎勒斯基之后，在1972年至1979年期间成为波兰流亡政府的第3任总统。